# Военная тревога 1927 года

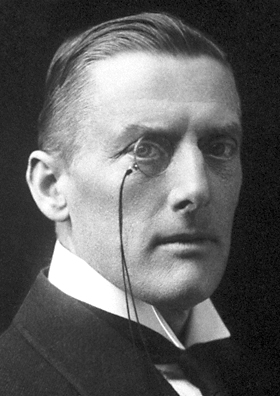
Остин Чемберлен стал главным пугалом конфликта; с подачи политбюро и лично Сталина его изображения в СССР шаржировались, а чучела сжигались, что получило отражение в литературных произведениях.

Военная тревога 1927 (также англо-советский конфликт 1927 года) — кризис англо-советских отношений с угрозой полномасштабной войны СССР с Британской империей, Польшей, а возможно — и целым блоком европейских государств. В процессе этого военного кризиса руководство СССР столкнулось с антисоветскими настроениями в некоторых слоях советского общества, проявлявшимися как нежелание воевать за советскую власть и надежда на скорый крах большевиков. Одним из результатов кризиса было начало укрепления обороноспособности страны и строительство Линии Сталина; Троцкий писал о связи военной тревоги 1927 года с последующими репрессиями против оппозиции и чистками в РККА и партии. Правительство СССР взяло курс на масштабное военное производство и ускоренную индустриализацию, а «новая экономическая политика» с 1928 года была свёрнута. С 1930 года началась принудительная коллективизация с целью полного контроля над производством хлеба и иной сельскохозяйственной продукции и форсирования индустриализации и военного производства. Военная тревога 1927 года обусловила все последующие события 1930-х годов, хотя и не была занесена в официальный курс истории СССР и потому мало изучена. Но состояние «военной тревоги» было заметно отражено в средствах массовой информации и художественной литературе.
Непосредственной причиной военно-дипломатического кризиса между СССР и Великобританией стали революционные события в Китае и их поддержка со стороны СССР, что вызвало жёсткую реакцию Великобритании, которая начала утрачивать свои колониальные позиции в Китае.

## Предыстория

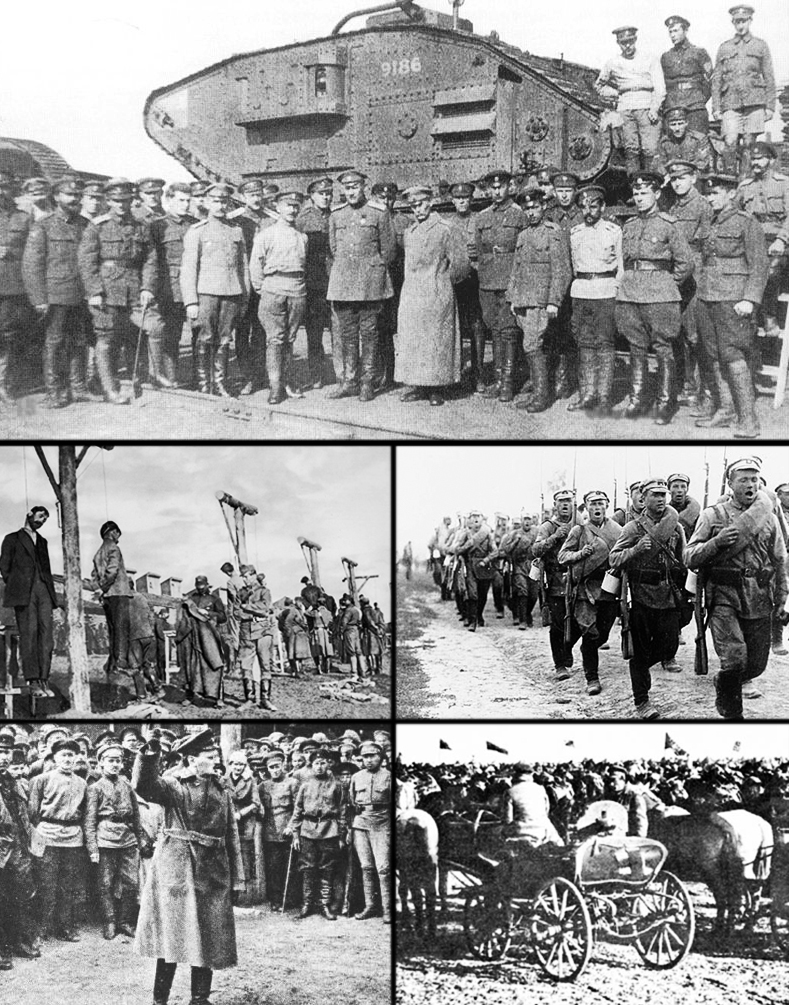
Гражданская война в России продолжалась до 1922 года

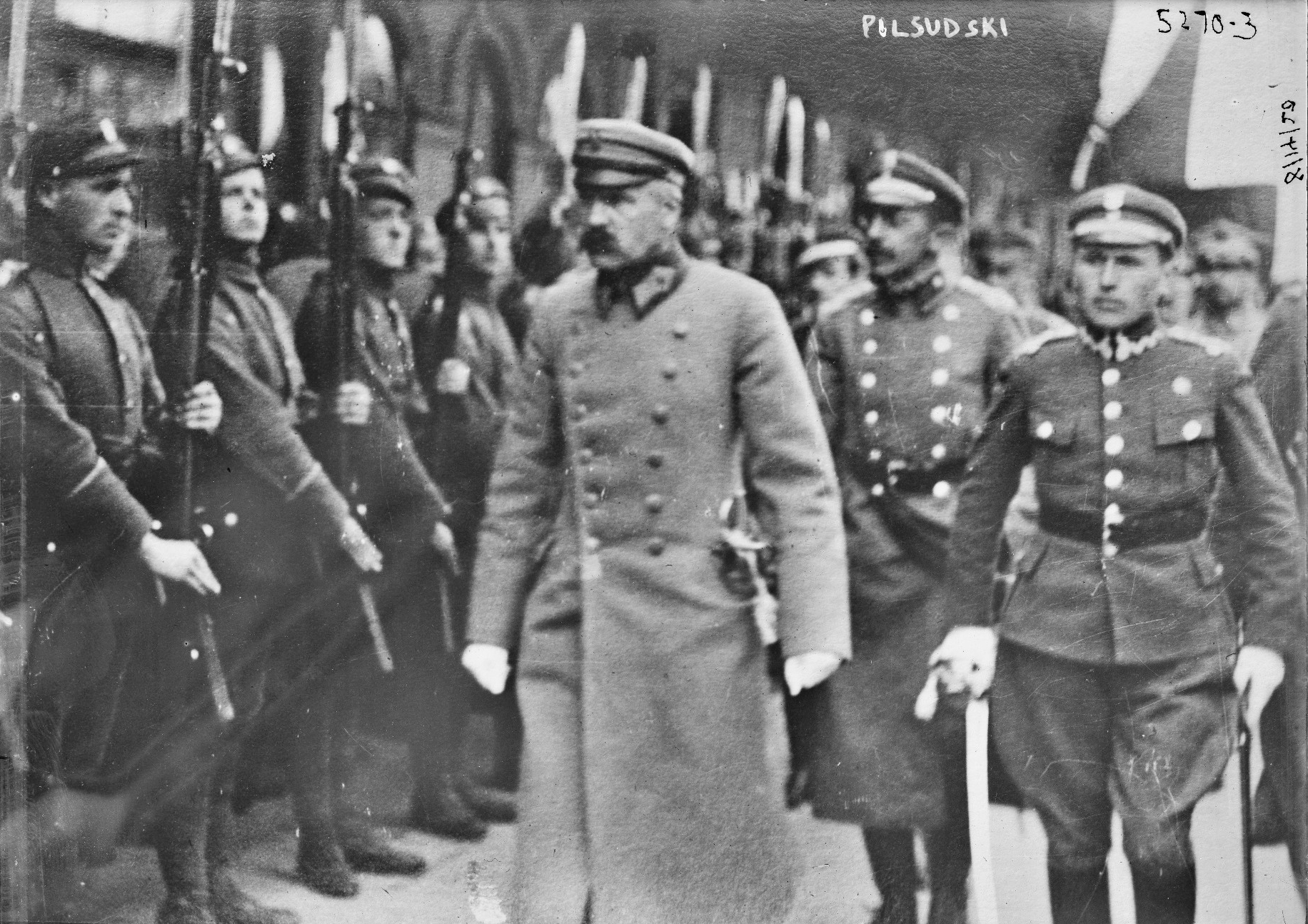
В 1927 году Польшу возглавлял Йозеф Пилсудский, отразивший наступление РККА на Польшу в 1920 году

Гражданская война, начавшаяся после Февральской революции 1917 года, в результате Октябрьской революции вспыхнула с новой силой и закончилась победой красных, во многом из-за разобщённости белых движений и нежелания их лидеров признать права новообразованных на территории России лимитрофных государств, недостаточной помощи Антанты (добившейся в 1918 году вывода германских войск из России), а также централизованному, прагматичному и крайне жёсткому руководству органов советской власти, которая смогла различными путями привлечь на свою сторону значительную часть населения.
Однако многие обещания большевиков не были выполнены, что вызывало недовольство крестьян и части рабочих. НЭП, насытив рынок товарами и обеспечив стабильный прирост экономики, вызвала новое расслоение общества по имущественному признаку, что побудило левую партийную оппозицию выступить с требованием о недопущении этого.
РКП (б), создав Третий Интернационал, поставила задачу распространения идей революционного интернационального социализма в противовес реформистскому социализму Второго интернационала, окончательный разрыв с которым был вызван различием позиций относительно Первой мировой войны и Октябрьской революции в России. Эту работу часть руководства партии считала борьбой за мировую революцию; в ней были задействованы советские полпредства, торговые фирмы, туристические бюро, научные институты, на что тратились значительные финансовые ресурсы (только на германский путч было выделено 300 млн золотых рублей). Поддержка коммунистических движений вылилась в попытки переворотов в соседних с СССР странах (путч в сентябре 1923 в Болгарии, путч в октябре 1923 в Германии, путч в Эстонии в 1924-м). В апреле 1925 года коммунисты взорвали Собор Святой Недели в Болгарии (царь Борис III выжил). Активное военно-политическое вмешательство СССР в Китае посредством китайских коммунистов наносило ущерб британским экономическим интересам в этой стране и вело к превращению Китая в коммунистическое государство. Затратным акциям за границей предшествовало масштабное, в рамках всей страны, изъятие церковных ценностей, осуществлённое в 1922 году якобы для закупки продовольствия голодающим.
Однако сил РККА было недостаточно для серьёзного военного столкновения, что в резкой форме проявилось, например, ещё в советско-польской войне 1920 года. На 1927 год в ней было 586 тысяч военнослужащих, снаряжение которых оставляло желать лучшего. Не хватало артиллерийских систем и боеприпасов, а танки и авиация (698 или 694 самолётов) были разносортными и устаревшими.
Самым крупным и опасным противником Советского Союза в 1927 году являлась Польша Юзефа Пилсудского, взявшая курс на восстановление Речи Посполитой в границах 1772 года, что подразумевало новые территориальные претензии к СССР. Одной из причин переворота в Польше правые французские издания считали крах переговоров о компенсации в Локарно и заключение советско-германского договора «О дружбе и нейтралитете» в апреле 1926 года после неудачи мартовской сессии Лиги Наций. Приход Пилсудского к власти усилил влияние на Польшу политики Великобритании.
Новое польское руководство всячески оттягивало рассмотрение вручённого 24 августа 1926 года полпредом Войковым предложения СССР о подписании пакта о ненападении. Разрыв дипломатических отношений между Британской империей и СССР вызвал оживление в Варшаве, а убийство в июне 1927 года советского полпреда могло спровоцировать военный конфликт.

## Внешнеполитические события и ответы руководства СССР
В январе 1927 года китайские войска (при которых были советские военные советники, в том числе В. К. Блюхер) заняли территории английских концессий в Ханькоу и Цзюцзян, и 19-20 февраля между Великобританией и Китаем было подписано соглашение об уступке этих территорий.
23 февраля 1927 года британский министр иностранных дел Джозеф Чемберлен потребовал от СССР прекратить антибританскую пропаганду и поддержку компартии Китая. Правительство СССР отказалось выполнять это требование (нота от 26 февраля).
21 марта 1927 года войска Чан Кайши взяли Шанхай. В тот момент между Гоминьданом и китайскими коммунистами усилились разногласия. Главной причиной была стратегия самих коммунистов, вызывавшая недовольство населения и противоречившая стремлению гоминьдановцев к восстановлению стабильности в стране.
6 апреля произошёл налёт гоминьдановцев на полпредство СССР в Пекине. Захваченные документы свидетельствовали о помощи китайским коммунистам. Чан Кайши, опасаясь захвата власти коммунистами, разорвал с ними союз и распорядился выслать советских военных советников. С 12 по 15 апреля продолжались массовые аресты коммунистов на территории Китая: были разгромлены их организации в городах Нанкин, Ханчжоу, Нинбо, Аньцин, Фучжоу.
В начале мая Китай начал публикацию захваченных советских документов. В течение мая в Финляндии активизировались белогвардейские организации генерала Кутепова. На границе с Польшей были захвачены два польских шпиона. Через финскую границу в СССР проникла группа боевиков РОВС; глава РОВС генерал П. Н. Врангель инспектировал «контингенты Русской Армии за рубежом». 12 мая 1927 года английская полиция обыскала советско-английское торговое общество «АРКОС» и нашла другие документы, позволившие вскрыть подрывную сеть Коминтерна, которая действовала против Великобритании и Китая. Были арестованы десятки сотрудников.
В мае 1927 года советское правительство обратилось к японскому правительству с предложением пакта о ненападении, но оно было отвергнуто.
17 мая 1927 года советское правительство подало ноту протеста против действий британской полиции.

### Разрыв дипломатических отношений
27 мая 1927 года британское правительство заявило о разрыве торговых и дипломатических отношений с СССР. Дипломатические отношения были восстановлены лишь в ноябре 1929 года. Началось нагнетание военного психоза внутри СССР. Некоторые историки считают этот момент отправной точкой начала сталинских репрессий.
24 июня ЦС Осоавиахима принял резолюцию о военной подготовке трудящихся. В июне произошли пограничные инциденты на границе с Китаем и Польшей.
26 июля 1927 года Китай объявил об исключении из Гоминьдана членов КПК и высылке советских военных советников. 28 июля 1927 года Великобритания приняла закон о трейд-юнионах, и всеобщие забастовки стали уголовным преступлением.
В июле на внеочередном съезде ВКП(б) Лев Каменев резюмировал происходящее так: «Война неизбежна, вероятность войны была видна и три года назад, теперь надо сказать — неизбежность».
В серии публикаций в газете «Правда» 20, 21, 22 июля 1927 года директор Института мирового хозяйства и мировой политики АН СССР Н. Осинский проводил следующий тезис: «Если в будущей войне мы используем русскую телегу против американского или европейского автомобиля, результатом, мягко говоря, будут непропорционально большие потери, неизбежные при технической слабости».
Начальник штаба РККА М. Н. Тухачевский доложил Совету труда и обороны: «ни страна, ни армия к войне не готовы». Неожиданно выяснилось, что имеющаяся промышленность в случае начала боевых действий сможет удовлетворить армию патронами лишь на 8 % и снарядами на 29 %.

## Террористические акты
1 июня 1927 года ЦК ВКП(б) выпустил обращение «Ко всем организациям ВКП(б). Ко всем рабочим и крестьянам», в котором сообщил об угрозе империалистического вторжения.
4 июня в лондонской прессе появились сообщения, что в Европе считают возможным подстрекательство Великобританией против СССР Польши и других стран, а также военную помощь им. Ещё до этого британская газета «Манчестер гардиан» и германская «Форвертс» опубликовали серию статей, разоблачающих тайное военное сотрудничество СССР с Германией по Рапалльскому договору.
4—5 июня в двух инцидентах были ликвидированы 3 террориста РОВС.
6 июня 1927 года произошёл успешный теракт в Москве: брошена бомба в бюро пропусков ОГПУ.
7 июня в железнодорожной катастрофе погиб заместитель полномочного представителя ОГПУ по Белорусскому военному округу И. Опанский; правительственный бюллетень назвал катастрофу следствием террористического акта врагов революции.
7 июня 1927 года советский полпред в Польше Войков был смертельно ранен на железнодорожном вокзале в Варшаве Борисом Ковердой. На вопрос, зачем он стрелял, Коверда ответил: «Я отомстил за Россию, за миллионы людей». Сталин решил воспользоваться событием для окончательного уничтожения монархических и вообще белых сил и разгрома внутрипартийной оппозиции.
В ответ на убийство Войкова большевистское правительство в ночь с 9 на 10 июня 1927 года казнили в Москве 20 представителей знати бывшей Российской империи, которые либо находились к тому моменту в тюрьмах по различным обвинениям, либо были арестованы после убийства Войкова.  Операции ОГПУ не ограничились расстрелом двадцати заложников. В ходе «июньской операции» было проведено до 20 тыс. обысков и арестовано 9 тыс. человек. Арестам подвергались «бывшие» — помещики, белые, особенно вернувшиеся в СССР — «репатрианты» — а также «кулаки», «буржуи», «торговцы», «попы и церковники» и даже группы старой русской интеллигенции. Точное число репрессированных в тот период до сих пор неизвестно.

## Экономическая ситуация
Хлебозаготовительная кампания 1927 года провалилась: по сравнению с 1926 годом государство недополучило 128 млн пудов, что резко ухудшило снабжение продовольствием городов. Перебои с хлебом в государственных магазинах вызвали рост цен на рынке и товарный дефицит. Покупательная способность рубля падала. Разочарование в НЭПе у большинства населения было реакцией патриархального сознания на неизбежные сложности общественной жизни и довольно неуютное пространство, далёкое от провозглашённых в 1917 году свобод для большинства народа. Распространявшийся социальный пессимизм порождал радикально-левые подходы к оценке внутренней и внешней политики. При этом советские институты, ритуалы и традиции уже достаточно укоренились в обществе.

## Соотношение вооружённых сил РККА и возможных противников
Разведывательное управление РККА подсчитало, что в случае мобилизации вероятные противники (Финляндия, Эстония, Латвия, Литва, Польша, Румыния) могли развернуть сухопутные силы численностью более 2,5 миллиона человек, при 5746 орудиях, 1157 боевых самолётах и 483 танках и бронеавтомобилях.
Численность РККА на 1 января 1927 года составляла 607 125 человек. Армия имела на вооружении 694 самолёта, 159 танков и бронеавтомобилей, при некотором перевесе в орудиях (6413), и могла выставить в случае мобилизации на Западном фронте 1,2 миллиона человек. Таким образом, даже без агрессии великих держав (Великобритания, Франция, Япония) армия могла не справиться со вторжением.
Старинов писал о подготовке приграничной полосы как следствия угрожающих событий 1927 года: минировались мосты, водозаборные сооружения, железнодорожные станции, закладывались тайники с оружием и взрывчаткой для партизанской деятельности в случае оккупации, подготавливались опытные подрывники и руководители подполья. 20 декабря 1927 года Тухачевский направил наркому Ворошилову служебную записку «О радикальном перевооружении РККА». Весной 1928 года наркомом было принято принципиальное решение добиться количественного превосходства над вероятным противником в артиллерии, танках и авиации. Военный бюджет 1928 года был увеличен почти на треть, до 1 млрд рублей.

## Подача ситуации в советской прессе, пропаганда и сбор информации
В стране прошла пропагандистская кампания по разъяснению ситуации; с 8 июня 1927 года проводились митинги с охватом десятков тысяч крестьян. Агитаторы разъясняли смысл убийства Войкова, антисоветскую направленность деятельности правительства Чемберлена.
Поступили директивы, на основании которых все члены партии и комсомольцы обязаны были сообщать об антисоветских высказываниях и действиях. Пристальное внимание было направлено на служащих, бывших членов партии, лиц непролетарского происхождения. Каждому коммунисту предписывалось «провести разъяснительную работу по выяснению трудящимися напряжённого военно-политического положения и возможности военной интервенции на СССР со стороны Англии». По мере развития тотальной слежки и шпиономании, часть населения стала жить по-новому. Другая часть («бывшие») в значительной части восприняли игру всерьёз, ожидая скорого падения режима в результате интервенции. Вскоре большинство их оказалось за решёткой.
Сталинская идеологическая работа периода «военной тревоги» несла в себе все черты военной пропаганды, и значительная часть советского населения в 1927 году была психологически готова к тому, чтобы поддаться воинственным и радикальным эмоциям. Однако её влияние на настроения доиндустриального и архаичного общества, особенно крестьянского, было ограничено слабыми техническими и организационными ресурсами. Даже в 1930-е годы государство не обладало возможностями полного контроля общественного сознания.
Главный вывод изучения архивных документов того времени — поскольку основной поток информации населению доставляли устно партийные активисты в городах и в сельской местности, чья квалификация была не слишком высока, основным «пропагандистом» являлась сама советская жизнь, в том числе повседневный опыт взаимодействия с местной бюрократией и партийными активистами низшего звена.
Наряду с революционным романтизмом и готовностью «бороться и умереть за коммунизм» обширные группы населения проявляли умеренность во взглядах и подходах, парадоксально сочетавшуюся с полной поддержкой советской внешней политики и выражением доверия действиям «вождей» и лично Сталина.

## Общественная реакция
Реакция на события 1927 года отражает сложность трансформации массового сознания в формирующемся советском обществе. Молодое поколение большевиков в конце периода НЭПа было гораздо более «советским», чем предыдущее. Для него Гражданская война и военный коммунизм были олицетворением «революционного героизма» и «боевого духа», а НЭП — его противоположностью, потребительской пошлостью. Идеалы нового поколения базировались на безусловном принятии атрибутов, институтов и учреждений советского строя, его идеологических и культурных ценностей.
Радикально-революционный подход к внешней политике СССР пережил всплеск в конце 1927 — первой половине 1928 года. Многие молодые люди были готовы воспользоваться событиями в Китае для «решительного наступления на мировой капитализм», самым ненавистным форпостом которого считалась Великобритания.
Однако воспоминания о Гражданской войне и разорении были свежи, а осознание относительной экономической и оборонной слабости СССР в смертельной схватке с ведущими мировыми державами — чётким. Взаимное доверие и сотрудничество граждан друг с другом и с государством стало ценным ресурсом власти и началом формирования новой, советской коллективной идентичности и «классового инстинкта». Люди добровольно включались в борьбу против внутренних и внешних врагов — «империалистических агрессоров», «мировой буржуазии», а в 1920-е годы в первую очередь против Великобритании и англичан.
В то же время общество в конце двадцатых годов оставалось слишком разнородным и гораздо менее сплочённым, чем хотелось власти. Взаимное доверие государства и народа не обязательно формировалось на основе социальной мобилизации — оно скорее могло являться продуктом поиска компромисса в достижении интересов и целей правительства и основных социальных групп. Для многих осторожная внешняя политика, отражавшая нежелание идти здесь и сейчас на войну с «империалистами» по поводу политики в Китае являлось доминирующим настроением и политической эмоцией.

### Крестьянство
Угрожающие события, освещённые в прессе, вызвали настороженность крестьян, которые заняли в преддверии ожидаемой войны выжидательную позицию при сдаче хлеба.
«Кулак, он же деревенский капиталист, обладая огромными запасами ресурсов, в том числе и хлеба, становился уже не экономическим фактором, а политическим».
Местами была начата продразвёрстка с обходом дворов, закрытием рынков и даже запретом торговли, но это было остановлено приказами сверху. Ситуация с продовольствием в 1927 году на фоне внешнеполитического кризиса вызвало следующую реакцию советского правительства: форма хлебозаготовок в виде продналога и свободной торговли была упразднена, вместо чего была введена кооперативная торговля, в скором времени сменившаяся колхозным строем (исключившим любую самостоятельность крестьян при сдаче хлеба) по рецепту Преображенского, а бухаринская мелкая кооперация в рамках НЭП была свёрнута.
Зажиточные крестьяне приграничных районов старались обменять рубли на золото (золотая пятирублёвка дошла до 10—12 рублей ассигнациями), отмечалось много отказов продавать хлеб и скот за советские деньги. В конце года положение на потребительском рынке стало отчаянным, раскупалось в запас всё — макароны, мука, соль, сахар.
Бедняки и середняки следовали линии сплочения вокруг партии и правительства в случае войны: «Мы хоть и неграмотные, а понимаем, куда она (Англия) гнет. Мы все до единого пойдём воевать. Они хотят опять барина посадить и нищих разводить, не придётся. Войны не хотим, не отдохнули ещё, но советской власти не отдадим». Началась усиленная застройка полученных усадеб, чтобы «было что защищать».

### Рабочие
На фоне развернувшейся инфляции (денежная эмиссия с 0,7 миллиарда в 1925 году выросла до 1,7 миллиарда), фиксированных закупочных цен на зерно и госцен на товары магазины опустели. В то же время номенклатура и нэпманы не испытывали нужды. Расслоение населения вследствие НЭПа возмущало люмпенизированную часть пролетариата. Во фракционной и карьерной борьбе председатель РВС и наркомвоенмор Троцкий и Зиновьев опирались именно на пролетариат.
В целом рабочие поддерживали политику СССР и заявляли о готовности выступить на защиту страны: «На угрозу капиталистов мы должны объединиться как один и выступить на защиту своей свободы».

## Оппозиция и борьба с ней
Политический кризис в Китае был широко использован оппозицией для критики Сталина, якобы виновной в «саботаже строительства международной системы социализма». Троцкий охарактеризовал китайские события как «очевидное банкротство сталинской политики». 9 мая 1927 года Зиновьев (будучи членом ЦК) в речи по случаю 15-летия «Правды» выступил в Колонном зале Дома союзов с критикой Сталина за провалы в Англии и Китае. Выступление транслировалось по радио на всю страну.
Прикрываясь «военной угрозой» и необходимостью «укрепить тыл», Сталин смог сломить сопротивление группы Бухарина и постепенно «продавил» решение об исключении из состава ЦК «агентов объединённой оппозиции» — Троцкого и Зиновьева.
В июне 1927 года главный контрольный орган партии ЦКК рассмотрел дела Зиновьева и Троцкого и не исключил их из партии. В июле Троцкий выдвинул двусмысленный «тезис Клемансо», который 1 августа на объединённом пленуме ЦК и ЦКК Сталин охарактеризовал как обещание «захватить повстанческим путём власть в случае войны». Организованное Сталиным большинство осудило Троцкого за «условное оборончество» и стремление «организовать вторую партию». Пленум ЦК объявил Зиновьеву и Троцкому строгий выговор.
В сентябре оппозиционеры организовали в Москве и Ленинграде нелегальные рабочие сходки, в которых участвовало до 20 тыс. чел.
27 сентября 1927 года на совместном заседании Президиума ИККИ и Интернациональной контрольной комиссии Троцкий был единогласно исключён из кандидатов в члены Исполкома Коминтерна.
В десятую годовщину революции левая оппозиция провела демонстрации под лозунгами борьбы с нэпманами и бюрократией. Выдвигались требования скорейшей индустриализации промышленности и коллективизации сельского хозяйства (она проходила на фоне срыва хлебозаготовок и нового введения карточной системы выдачи хлеба). Организация оппозиционерами нелегальной типографии и нелегальной октябрьской манифестации стала поводом к обсуждению исключения Зиновьева и Троцкого из партии 16 ноября 1927 года.
Под предлогом борьбы с фракциями и на основе подготовленной Лениным и принятой на X съезде РКП (б) резолюции 1921 года «О единстве партии» Троцкий и Зиновьев были исключены из партии, Каменев (с 1922 обычно председательствовавший вместо Ленина) — из ЦК.
После укрепления власти генеральный секретарь использовал лозунги и идеи разогнанной «левой оппозиции», чтобы в 1928—1929 годах опрокинуть уже «правую оппозицию» в лице Бухарина, Рыкова и Томского. Таким образом Сталину удалось избежать раскола партии на фоне угрозы войны и быстро взять единоличную власть в ЦК.
Существует альтернативная точка зрения на возникновение военной истерии в СССР, изложенная наркомом иностранных дел Чичериным журналисту Луи Фишеру в 1929 году: когда Чичерин вернулся в СССР из европейской командировки, в Москве все повторяли о военной угрозе и блоке империалистов. На его замечание, что никакого блока нет и угрозы не существует, коллега из МИД (Чичерин не указал фамилию) ответил, что это нужно для борьбы с Троцким.

## Последствия
Для изыскания средств на индустриализацию (закупку станочного оборудования, наём американских инженеров) были увеличены продажи за рубеж продукции сельского хозяйства, в частности, зерна. Это потребовало отъёма продукции крестьянства по минимальной цене путём объединения их хозяйств в колхозы. После начала великой депрессии Советскому Союзу удалось заключить крайне выгодные контракты по закупке целых готовых промышленных комплексов, ориентированных на выпуск военных самолётов, танков, грузовиков. Весной 1927 года СССР разорвал контракт с Хуго Юнкерсом, и отданный в концессию его фирме завод в Филях был передан советской промышленности. Контракт о сотрудничестве с другой германской фирмой — «Хейнкель» — был подписан только 27 марта 1930 года. По этому контракту с 1932 по 1934 год СССР произвел для РККА 131 истребитель Heinkel HD-37C под названием И-7.
В октябре 1927 года в результате трудных переговоров был подписан дорогой, но очень важный для обороны контракт с фирмой BMW о выпуске в СССР авиадвигателей BMW VI при технической и организационной помощи немцев. Массовый выпуск новых двигателей под маркой М-17 побил все рекорды: мощные моторы установили на несколько моделей танков, тяжёлые четырёхмоторные и двухмоторные бомбардировщики. В 1928 году на советских оборонных заводах началось массовое производство лёгких танков МС-1 (Т-18), средних бронеавтомобилей БА-27, 76-мм полковых пушек образца 1927 года, пулемётов ДП-27 и другой военной техники и вооружения.
15 февраля 1928 года «Правда» начала публиковать материалы, обличавшие «кулаков» и сообщавшие о тяжёлой ситуации в селе. Началась коллективизация.
Было принято решение о расширении золотодобычи на Колыме, поскольку на индустриальное развитие требовались крупные средства. Ввиду высоких расходов на оплату наёмных артелей, с 1928 года правительство начало принимать меры к пополнению колымских лагерей. В 1932 году разрозненные лагеря были объединены в мощное объединение — Севвостлаг.
Постановление Политбюро ЦК ВКП(б) «О состоянии обороны» от 15.07.1929 указывало на то, что «техническая база вооружённых сил всё ещё очень слаба и далеко отстаёт от техники современных буржуазных армий». Согласно документу, ВВС РККА к концу первой пятилетки должны были иметь не менее 3500 самолётов.
На июльском Пленуме ЦК Сталин выступил с теорией обострения классовой борьбы: «…По мере нашего продвижения вперёд, сопротивление капиталистических элементов будет возрастать, классовая борьба будет обостряться, а Советская власть, силы которой будут возрастать все больше и больше, будет проводить политику изоляции этих элементов, политику разложения врагов рабочего класса, наконец, политику подавления сопротивления эксплуататоров, создавая базу для дальнейшего продвижения вперёд рабочего класса и основных масс крестьянства».
25 февраля 1927 года была введена в действие и в июне 1927 года дополнена 58-я статья. Следствием дипломатического скандала и разрыва отношений с Гоминьданом стала усилившаяся напряжённость на КВЖД, закончившаяся вооружённым конфликтом 1929 года.

## В культуре
- Маяковский Владимир — Англичанка мутит[41].
- Сказка о Военной тайне, о Мальчише-Кибальчише и его твёрдом слове (1933).
- Двенадцать стульев (1927).
- Золотой телёнок (1931).